# Li Linfu
Li Linfu (chinesisch 李林甫, Pinyin Lǐ Línfǔ; † 3. Januar 753), Herzog von Jin (晉公), genannt Genu (哥奴), war ein Spitzen-Beamter der Tang-Dynastie. Unter anderem diente er von 734 bis 752, also 18 Jahre als Kanzler unter Kaiser Xuanzong. Dies stellt die längste Regierungszeit eines Kanzlers in der Geschichte der Tang-Dynastie dar.
Als Kanzler hatte er unter anderem die Befugnis Militärs einzusetzen und zu entlassen, womit ihm eine ungeheure Machtfülle zukam. Li war bekannt für seine Schmeichelei gegenüber dem Kaiser und seine Geschicklichkeit in der politischen Szene. Potentielle Rivalen ließ er reihenweise aus dem Staatsdienst entfernen oder umbringen, oft unter falschen Anschuldigungen. Daneben förderte er aber auch Menschen, die seine Politik unterstützen sollten. Hier ist vor allem An Lushan zu nennen, welcher 752 Lis Nachfolge antreten sollte. Nachdem Li Linfu im folgenden Jahr 753 gestorben war und An Lushan Gefahr lief als ungeliebter Zögling umgebracht zu werden, zettelte An die An-Lushan-Rebellion an. Der sich daraus entwickelnde Bürgerkrieg sollte rund 2/3 der damaligen chinesischen Bevölkerung das Leben kosten, was einem Rückgang der globalen Population um 16 % entsprach.
| Personendaten    | Personendaten                                                                   |
| ---------------- | ------------------------------------------------------------------------------- |
| NAME             | Li, Linfu                                                                       |
| ALTERNATIVNAMEN  | 李林甫 (chinesisch); Genu; 哥奴 (chinesisch); Herzog von Jin; 晉公 (chinesisch) |
| KURZBESCHREIBUNG | Beamter der Tang-Dynastie                                                       |
| GEBURTSDATUM     | 7. Jahrhundert oder 8. Jahrhundert                                              |
| STERBEDATUM      | 3. Januar 753                                                                   |